# Dampierre-en-Bray
Dampierre-en-Bray ist eine französische Gemeinde mit 448 Einwohnern (Stand: 1. Januar 2022) im Département Seine-Maritime in der Region Normandie. Sie gehört zum Arrondissement Dieppe und zum Kanton Gournay-en-Bray und ist Teil des Kommunalverbands des Quatre Rivières.

## Geographie
Dampierre-en-Bray ist ein Bauerndorf und liegt an der Epte, einem Nebenfluss der Seine, 64 Kilometer südlich von Dieppe an der Kreuzung der Route départementale 16 mit der Route départementale 84. Hier mündet auch das Flüsschen Mésangueville in die Epte.

## Geschichte
Die Gegend um Dampierre-en-Bray war schon zur Zeit des Gallischen Kriegs, in dem Gaius Iulius Caesar Gallien eroberte, bewohnt. Wohnorte aus dieser Zeit finden sich in Avesnes-en-Bray, Elbeuf-en-Bray, Ferrières, Gournay-en-Bray, Neuf-Marché und Saint-Clair-sur-Epte.
Dampierre-en-Bray wurde aus Dampierre und Beuvreuil gebildet. im Mittelalter wurde der Ort von den Herren von Dampierre, Rambures und Marigny beherrscht.
Im 12. Jahrhundert heirateten Mahaut de Marigny und Hugues Le Portier, der Herr von Rosay-sur-Lieure und Vizeherrscher von Lyons-la-Forêt. Enguerran II. Le Portier gab seinen Kindern den Namen seiner Mutter: Enguerrand de Marigny, der Sohn von Enguerran II. Le Portier, wurde 1260 in Lyons-la-Forêt geboren und war Kammerherr des französischen Königs Philipp IV. (genannt der Schöne). Er wurde 1315 erhängt und in der von ihm erbauten Kirche von Écouis bestattet.
Isabeau de Marigny, die Tochter des Schatzmeisters, brachte durch Heirat die Herrschaft von Dampierre zur Familie von Auxi, sein Sohn und sein Enkel wurden in der Schlacht von Azincourt 1415 getötet. Seine Enkelin, Catherine d’Auxi, Dame von Dampierre und Ecouis, brachte den Besitz durch Heirat mit David de Rambures in die Familie von Rambures wegen seiner Hochzeit mit; David de Rambures wurde ebenfalls 1415 in Azincourt getötet. Andrieu (oder Adrien oder André) von Rambures, der Sohn oder Enkel von David de Rambures, besaß 1450 die Festung Rambures in der Nähe der Kirche von Dampierre und war Herr von Rambures, Dampierre und Écouis. Sein Enkel verkaufte das Lehen und das Herrenhaus von Dampierre an Nicolas Bénard.
Ein gesamtes Lehen, genannt das Lehen von Mar(i)gny, gehörte zur Kastellanei von Gournay und wurde durch die Heirat von Alix de Marigny (Schwester von Isabeau) mit Pierre de Fécamp an die Familie von Fécamp übertragen. Die Tochter (oder Enkelin oder Urenkelin) von Alix, Marie de Fécamp, übertrug das Erbe an William I. de Gamaches, seine Enkelin Blanche, Tochter von Wilhelm II. de Gamaches, heiratete Jean de Châtillon-sur-Marne, dessen Tochter Marie (Marguerite) war Dame von Châtillon und übergab durch Heirat 1439 oder 1452 einen Teil des Lehens von Marigny an Pierre de Roncherolles, den Herrn von Heuqueville; der andere Teil des Lehens blieb bis zur Revolution in Besitz von Gamaches.
Die Pfarrkirche in Beuvreuil (später mit der in Dampierre verbunden) gehörte zur Abtei Saint-Germer-de-Fly und war ab 1118 eine Lehensherrschaft der Familie Le Cat.
Am 9. Januar 1965 wurde Dampierre in Dampierre-en-Bray umbenannt.
Seit März 2001 ist Emmanuel Duclos Bürgermeister und folgte damit auf Léon Guerout, der von März 2001 bis März 2014 dieses Amt innehatte. Ab 2014 war er zudem Vizepräsident des 2016 aufgelösten Kommunalverbands Communauté de communes du Bray Normand. Zuvor war Michel Roquet von 1989 bis 2001 Bürgermeister.

## Bevölkerungsentwicklung
Die Bevölkerungsanzahl ist durch Volkszählungen seit 1793 bekannt. Die Einwohnerzahlen bis 2005 werden auf der Website der École des Hautes Études en Sciences Sociales veröffentlicht.
| Jahr | Bevölkerungsanzahl |
| ---- | ------------------ |
| 1962 | 378                |
| 1968 | 340                |
| 1975 | 333                |
| 1982 | 321                |
| 1990 | 323                |
| 1999 | 367                |
| 2006 | 440                |
| 2015 | 483                |

## Sehenswürdigkeiten
Die Kirche Saint-Pierre weist Fundamente aus dem 11. Jahrhundert auf, einige Wände stammen aus dem 12. Jahrhundert. Besonders im 16. Jahrhundert wurden viele Renovierungsarbeiten durchgeführt. Die Kirche ist am ersten Sonntag im Monat geöffnet.
Das Schloss im Ortsteil Beuvreuil, das aus dem 14. Jahrhundert stammt, wird Huguenots genannt. Der Name rührt daher, dass es mehrere den Hugenotten zugehörige Herrscherfamilien gab. Es befindet sich im Privatbesitz und ist nicht öffentlich zugänglich, wohl aber die angeschlossene Schlosskapelle Saint-Pierre.

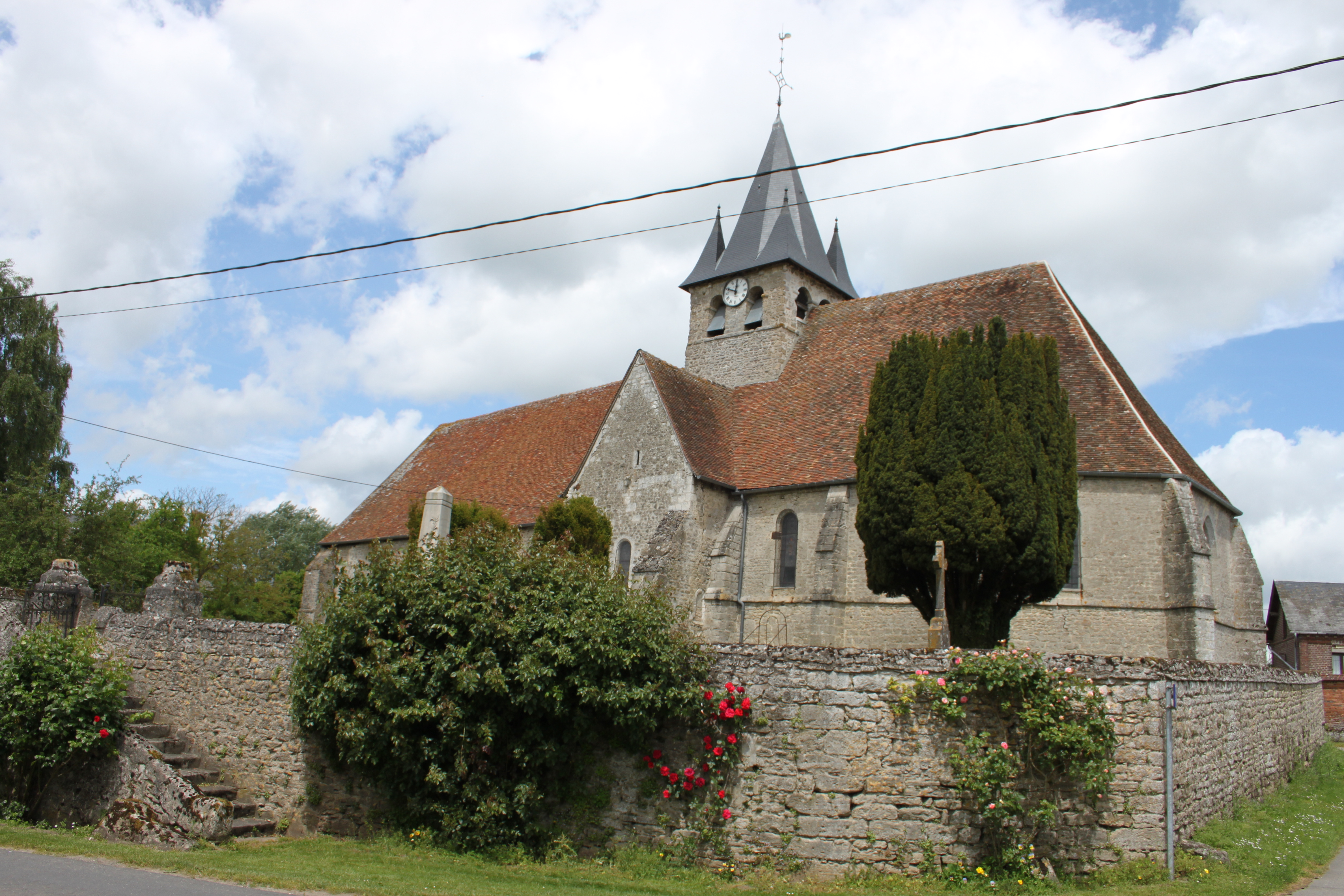
Kirche Saint-Pierre in Dampierre-en-Bray
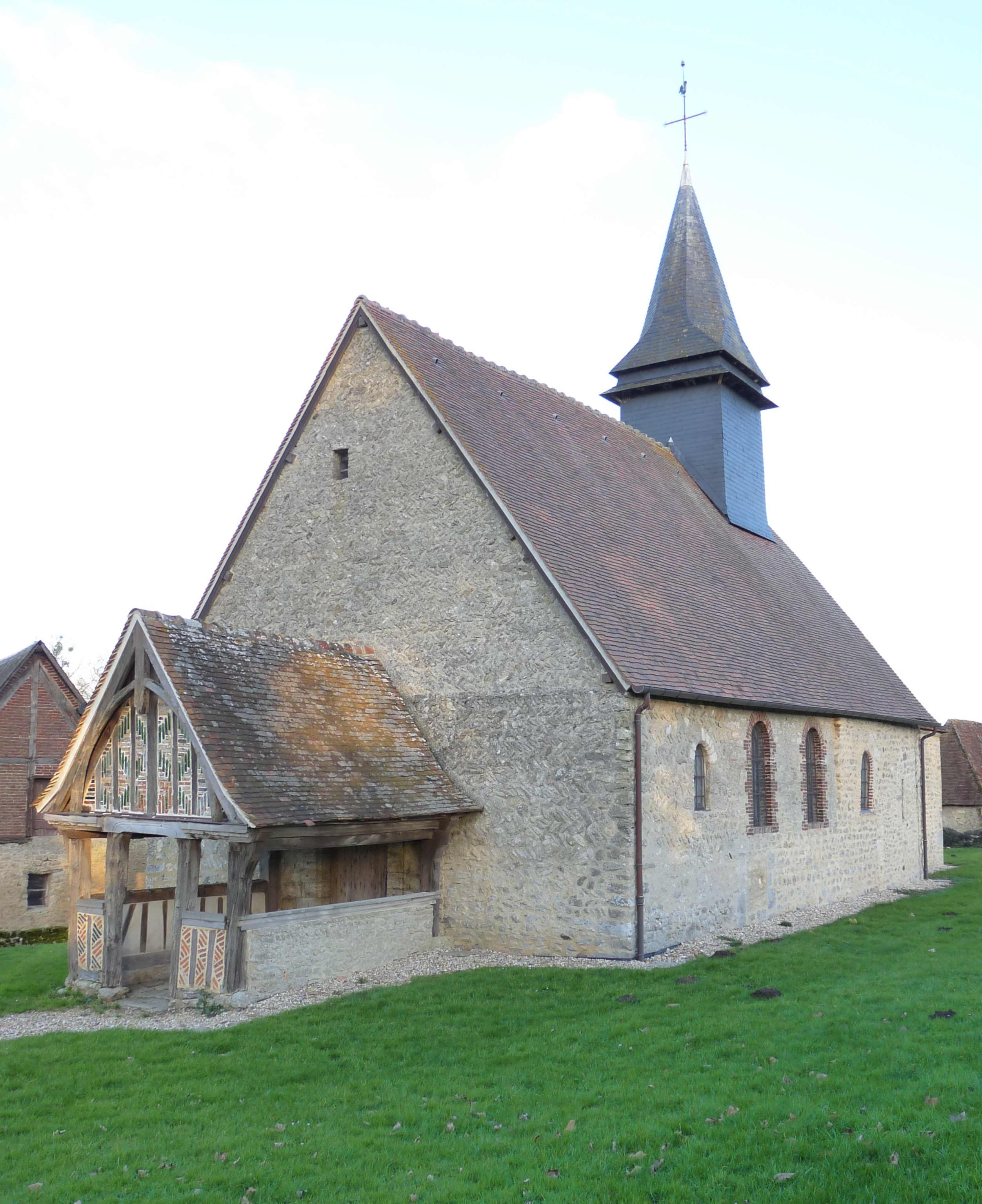
Kapelle Saint-Pierre im Ortsteil Beuvreuil
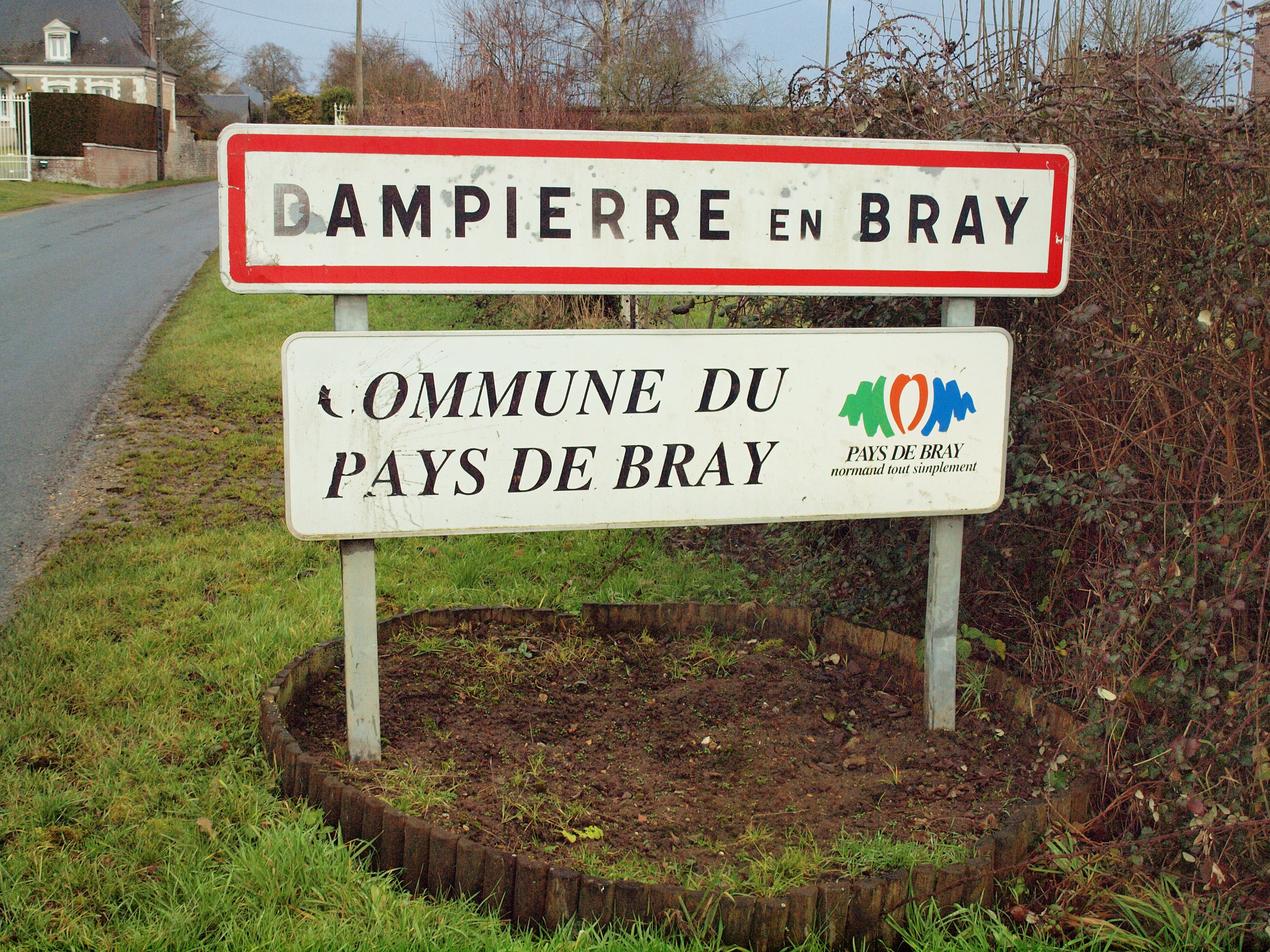
Ortseingang

## Persönlichkeiten
Pater Robert Denhez wurde am 14. September 1921 in Ville-Saint-Jacques geboren und war von 1971 bis 1983 der letzte Pfarrer von Dampierre-en-Bray. Er war auch in Cuy-Saint-Fiacre, Doudeauville, Gancourt-Saint-Étienne, Ménerval und Molagnies. Seine Leidenschaft war die Geschichte und er starb nach langer Krankheit am 10. Dezember 1983.
Émile Lamorte war ein Lehrer in Dampierre-en-Bray und starb für die Dritte Französische Republik im Ersten Weltkrieg. Er war ein Nachfahr von Oberstleutnant De Lamorte, der von König Ludwig XIV. gebraucht wurde, um in den Cevennen gegen die Hugenotten kämpfen. De Lamorte trat jedoch zum Protestantismus über, um zu heiraten. Émile Lamorte wurde am 7. Mai 1877 in Vialas geboren und heiratete am 29. August 1903 Aline Berthe Bonicel. Er starb unter anderem als Folge des Verlustes eines Auges im Kampf während seiner Rückkehr am 25. Oktober 1919. Sein Name erscheint auf dem Kriegerdenkmal von Vialas mit dem seines Bruders.